# 神恵内村

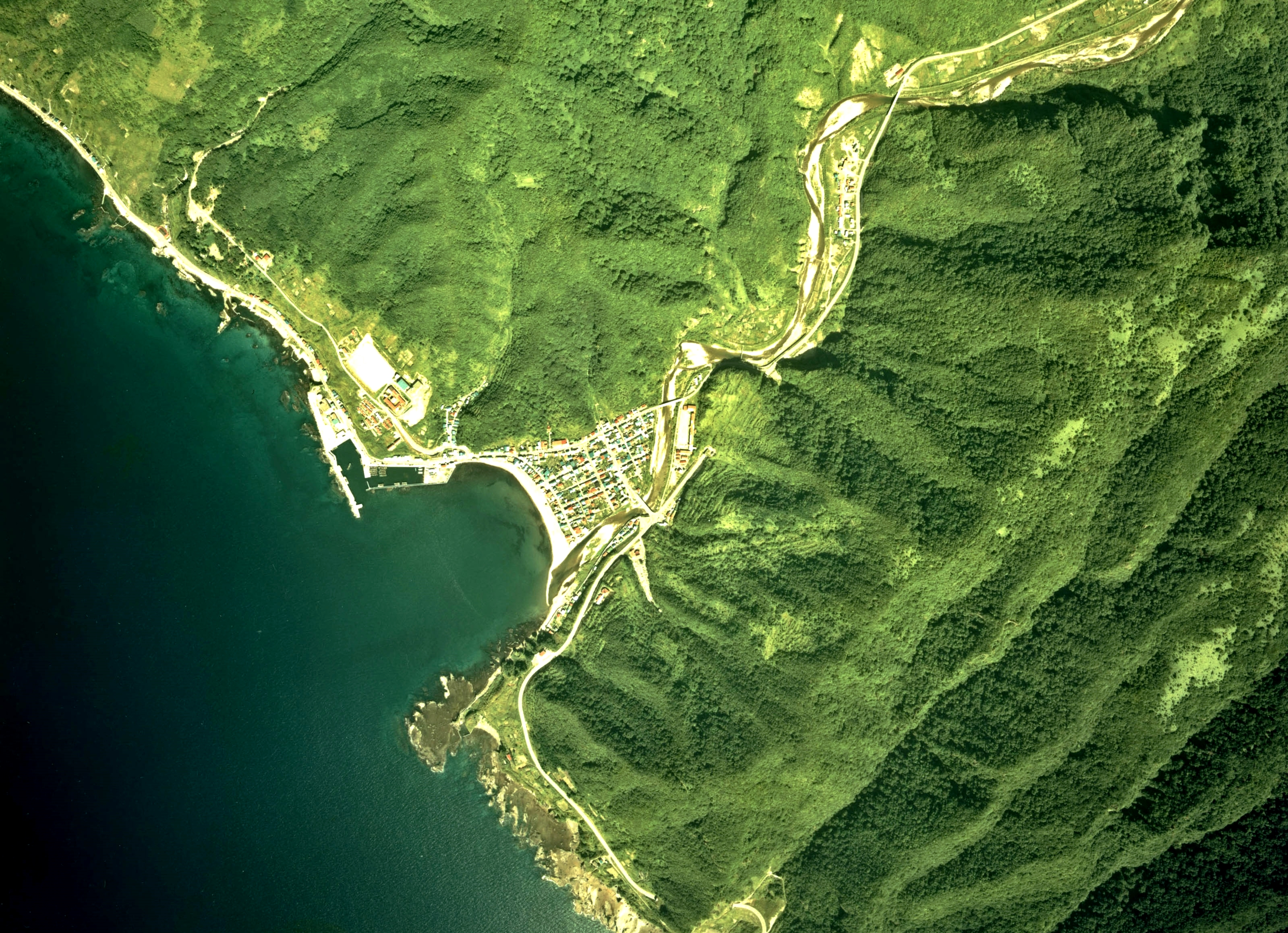
神恵内村中心部周辺の空中写真。1976年撮影。
。

神恵内村（かもえないむら）は、北海道後志総合振興局管内、古宇郡にある村。漁業を中心に明治から発展してきた。村名の由来は、アイヌ語の「カムイナイ」（神の沢）。
2005年の観測開始以来、震度1以上の地震が一度も観測されたことがない日本で唯一の自治体であったが、2018年9月6日の北海道胆振東部地震で震度3が計測された。その後2019年2月21日の余震で2回目となる震度1が観測された。

## 地理
積丹半島の西側に位置する。
- 山 : 滝ノ沢山、天狗岳、当丸山、両古美山、ポンネアンチシ山、珊内山、大天狗山
- 河川 : 古宇川、キナウシ川、珊内川、オネナイ川、オブガル石川、ノット川、大森川、二ノ目川

### 気候
ケッペンの気候区分では西岸海洋性気候に属する。日本海に面しているため、冬の冷え込みは北海道内では最も弱く、暖かい地域の一つである。
| 神恵内（1991-2020）の気候 | 神恵内（1991-2020）の気候 | 神恵内（1991-2020）の気候 | 神恵内（1991-2020）の気候 | 神恵内（1991-2020）の気候 | 神恵内（1991-2020）の気候 | 神恵内（1991-2020）の気候 | 神恵内（1991-2020）の気候 | 神恵内（1991-2020）の気候 | 神恵内（1991-2020）の気候 | 神恵内（1991-2020）の気候 | 神恵内（1991-2020）の気候 | 神恵内（1991-2020）の気候 | 神恵内（1991-2020）の気候 |
| 月                        | 1月                       | 2月                       | 3月                       | 4月                       | 5月                       | 6月                       | 7月                       | 8月                       | 9月                       | 10月                      | 11月                      | 12月                      | 年                        |
| ------------------------- | ------------------------- | ------------------------- | ------------------------- | ------------------------- | ------------------------- | ------------------------- | ------------------------- | ------------------------- | ------------------------- | ------------------------- | ------------------------- | ------------------------- | ------------------------- |
| 最高気温記録 °C （°F）    | 9.2 (48.6)                | 12.5 (54.5)               | 16.2 (61.2)               | 23.9 (75)                 | 30.0 (86)                 | 29.1 (84.4)               | 33.5 (92.3)               | 33.1 (91.6)               | 32.2 (90)                 | 26.1 (79)                 | 19.6 (67.3)               | 15.0 (59)                 | 33.5 (92.3)               |
| 平均最高気温 °C （°F）    | 0.0 (32)                  | 0.5 (32.9)                | 4.2 (39.6)                | 10.0 (50)                 | 15.6 (60.1)               | 19.6 (67.3)               | 23.6 (74.5)               | 25.4 (77.7)               | 22.5 (72.5)               | 16.1 (61)                 | 8.8 (47.8)                | 2.3 (36.1)                | 12.4 (54.3)               |
| 日平均気温 °C （°F）      | −2.3 (27.9)               | −1.9 (28.6)               | 1.4 (34.5)                | 6.7 (44.1)                | 11.7 (53.1)               | 15.7 (60.3)               | 19.8 (67.6)               | 21.4 (70.5)               | 18.3 (64.9)               | 12.5 (54.5)               | 5.9 (42.6)                | −0.2 (31.6)               | 9.1 (48.4)                |
| 平均最低気温 °C （°F）    | −4.7 (23.5)               | −4.4 (24.1)               | −1.3 (29.7)               | 3.6 (38.5)                | 8.3 (46.9)                | 12.4 (54.3)               | 16.9 (62.4)               | 18.3 (64.9)               | 14.7 (58.5)               | 9.1 (48.4)                | 2.9 (37.2)                | −2.8 (27)                 | 6.1 (43)                  |
| 最低気温記録 °C （°F）    | −13.2 (8.2)               | −13.8 (7.2)               | −9.6 (14.7)               | −3.1 (26.4)               | 1.1 (34)                  | 5.0 (41)                  | 9.8 (49.6)                | 12.0 (53.6)               | 6.4 (43.5)                | 0.2 (32.4)                | −8.3 (17.1)               | −12.2 (10)                | −13.8 (7.2)               |
| 降水量 mm （inch）        | 94.8 (3.732)              | 72.1 (2.839)              | 59.8 (2.354)              | 65.1 (2.563)              | 88.0 (3.465)              | 69.4 (2.732)              | 140.3 (5.524)             | 142.8 (5.622)             | 153.8 (6.055)             | 133.4 (5.252)             | 122.1 (4.807)             | 117.4 (4.622)             | 1,257.6 (49.512)          |
| 平均降水日数 （≥1.0 mm）  | 18.3                      | 15.3                      | 12.6                      | 10.5                      | 10.5                      | 9.4                       | 10.0                      | 10.0                      | 11.9                      | 14.1                      | 16.0                      | 19.0                      | 157.6                     |
| 平均月間日照時間          | 42.4                      | 58.8                      | 123.5                     | 173.7                     | 198.1                     | 171.5                     | 157.6                     | 166.5                     | 169.6                     | 129.0                     | 65.8                      | 35.5                      | 1,487.5                   |
| 出典：気象庁              |                           |                           |                           |                           |                           |                           |                           |                           |                           |                           |                           |                           |                           |

## 歴史

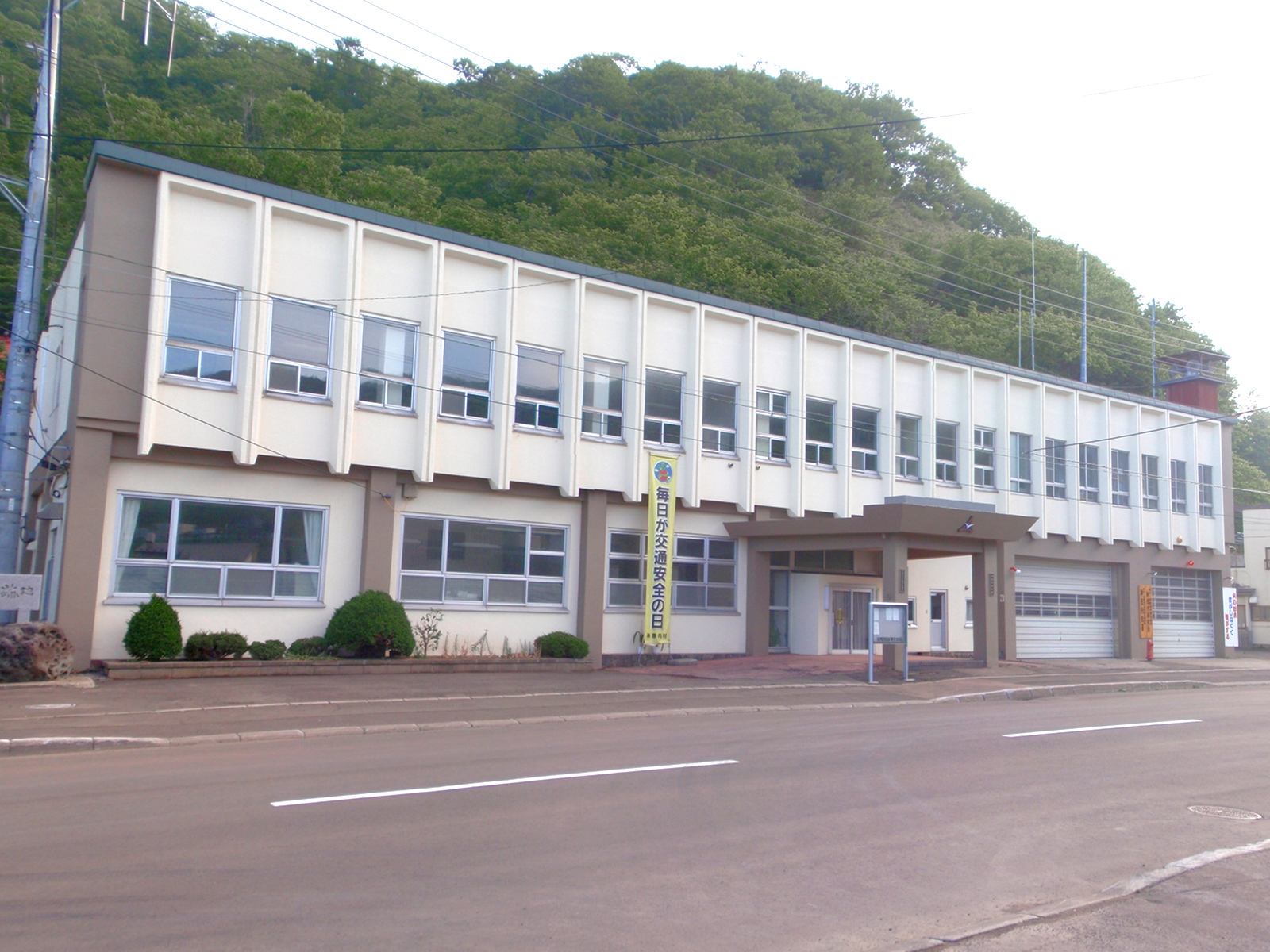
神恵内村役場旧庁舎（2009年）

- 1594年（文禄3年）:この当時から、和人 がニシン漁を行っていた。江戸時代後期から昭和戦前期に至るまで、ニシン漁は地域の基幹産業だった。
- 1906年（明治39年）: 神恵内村と、赤石村と、珊内村が合併して現在の村域が決定する。
- 2020年(令和2年）11月17日 原子力発電環境整備機構（NUMO）による高レベル放射性廃棄物の最終処分地の選定に向けた「文献調査」を開始。[2]
- 2021年（令和3年）5月6日 - 村役場庁舎移転供用開始[3]。

## 行政
- 村長 : 高橋昌幸
- 村議会 : 定数8人

## 地区
- （大字）神恵内村　-　小字で定住者がいるのは「横澗」「ツボ石」「大川」「川向」「山ノ上」「トラセ」「浜中」「長屋の沢」
  - ※住所では「古宇郡神恵内村大字神恵内村○番地」という表記になる
- （大字）赤石村　-　小字で定住しているのは「大森」のみ
- （大字）珊内村　-　小字で定住しているのは「川白」「ヲネナイ」のみ
  - ※以前は「ノット」も定住者がいたが全員転出し集落の道路の入口は封鎖されている）

## 経済
- 漁業が主。主にウニ、ホタテ、アワビ、ヤリイカ、ホッケ、アンコウなどが獲れる。

### 漁協
- 古宇郡漁業協同組合：神恵内村支所（大字神恵内村）

### 郵便局
- 神恵内郵便局（集配局、大字神恵内村）

※かつては珊内地区に無集配特定局の珊内郵便局が存在したが1998年に廃局となった。
なお村内には郵便局以外の金融機関はない。かつては「神恵内漁業協同組合」に漁協の金融窓口があったが統合で「古宇郡漁業協同組合」となると金融窓口は無くなってしまっている。

### 宅配便
- ヤマト運輸：千歳主管支店岩内センター（共和町）
- 佐川急便：倶知安営業所（倶知安町）
- 日本通運：小樽支店（小樽市）

## 公共機関

### 警察
- 岩内警察署 神恵内駐在所（大字神恵内村）

### 消防
- 岩内・寿都地方消防組合 神恵内支署（大字神恵内村）

## 地域

### 人口
2012年12月に人口が1,000人を割り込んだ。北海道内では1,000人以下の自治体は、音威子府村に次いで2ヶ所目となった。
| |                                          |  |
| 神恵内村と全国の年齢別人口分布（2005年） | 神恵内村の年齢・男女別人口分布（2005年） |  |
| ■紫色 ― 神恵内村 ■緑色 ― 日本全国 | ■青色 ― 男性 ■赤色 ― 女性                |  |
| 神恵内村（に相当する地域）の人口の推移 \| 1970年（昭和45年） \| 2,606人 \| \| \| 1975年（昭和50年） \| 2,230人 \| \| \| 1980年（昭和55年） \| 2,014人 \| \| \| 1985年（昭和60年） \| 1,797人 \| \| \| 1990年（平成2年） \| 1,596人 \| \| \| 1995年（平成7年） \| 1,481人 \| \| \| 2000年（平成12年） \| 1,325人 \| \| \| 2005年（平成17年） \| 1,319人 \| \| \| 2010年（平成22年） \| 1,122人 \| \| \| 2015年（平成27年） \| 1,004人 \| \| \| 2020年（令和2年） \| 870人 \| \| |                                          |  |
| 総務省統計局 国勢調査より |                                          |  |
| 1970年（昭和45年） | 2,606人                                  |  |
| 1975年（昭和50年） | 2,230人                                  |  |
| 1980年（昭和55年） | 2,014人                                  |  |
| 1985年（昭和60年） | 1,797人                                  |  |
| 1990年（平成2年） | 1,596人                                  |  |
| 1995年（平成7年） | 1,481人                                  |  |
| 2000年（平成12年） | 1,325人                                  |  |
| 2005年（平成17年） | 1,319人                                  |  |
| 2010年（平成22年） | 1,122人                                  |  |
| 2015年（平成27年） | 1,004人                                  |  |
| 2020年（令和2年） | 870人                                    |  |

### 教育
- 神恵内村立神恵内小学校
- 神恵内村立神恵内中学校（両校とも大字神恵内村字横澗）

※かつては赤石小学校、珊内小中学校、川白小中学校、安内小学校もあったがいずれも閉校になっている。

## 交通

### 鉄道
村内に鉄道路線は走っていない。最寄駅はJR北海道函館本線の小沢駅である。

### バス
- 岩宇地域公共交通活性化協議会 - 岩内町・共和町・泊村・神恵内村を結ぶ岩宇地域海岸線「しおかぜライン」。北海道中央バス神恵内線廃止による代替交通[5]。岩宇#路線バスを参照。

### 道路
- 国道229号 - 海岸に沿って走る。
- 北海道道998号古平神恵内線 - 当丸峠を経由して積丹半島を短絡する路線。

### 道の駅
- 道の駅オスコイ!かもえない - 2004年9月の台風18号で被害にあったが、2010年4月24日に営業を再開した。

## 通信
市外局番は0135（岩内MA地域）、尚、同じ0135である余市MA地域へは市外局番からかける必要がある。
市内局番は、神恵内中心部、赤石村で66、76。珊内村で77。
携帯電話は、珊内村の一部（珊内村ノット、珊内村川白、珊内村ヲネナイ）で、まったく通じない機種がある。
2007年（平成19年）6月18日、フレッツ・ADSL開通により、ブロードバンドが利用可能になる。

## 観光
- キャンプ場
  - 神恵内青少年旅行村
- 温泉
  - 珊内ぬくもり温泉

※かつては 神恵内温泉 リフレッシュプラザ温泉998があったが機材故障のため2020年春に閉館した。
- 公園
  - あんない展望公園
  - 神恵内2000年の森公園/神恵内2000年の森公園

## 出身者
- 小林傭佶
- 高橋昌幸（神恵内村長）
- 田中正浩（調理師、政治家）
- 若山象風（書道家、大字珊内村字川白出身）